# Karstensen Gruppen
Karstensen Gruppen A/S og Karstensens Skibsværft A/S er et dansk skibsværft og skibsbyggerivirksomhed med hovedkvarter i Skagen. Karstens Skibsværft både nybygger og reparerer primært fiskefartøjer.
Koncernen er organiseret igennem datterselskaberne Karstensens Skibsværft, Danish Yachts, Karstensen Shipyard Poland, KS Elektro og Nuuk Værft. Karstensen Gruppen har over 550 ansatte, hvoraf 345 arbejder på Karstensens Skibsværft. Deres årsomsætning var i 2023 på 1,962 mia. danske kroner. I 2022 leverede Karstensens Skibsværft i alt 6 nybyggede skibe.
I 1987 blev selskabsstrukturen ændret til et aktieselskab, da Knud Degn Karstensen købte skibsværftet af sin far Niels Degn Karstensen. I 2007 byggede Karstensens Skibsværft en ny tørdok. Dokken er 135 meter lang, 25 meter bred og 8,2 meter dyb.
Siden 1917 har skibsværftet i Skagen bygget over 400 nybygninger.